# Racer (Kennywood)
Racer sont des montagnes russes en bois duel à anneau de Möbius du parc Kennywood, situé près de Pittsburgh, en Pennsylvanie, aux États-Unis.

## Le circuit

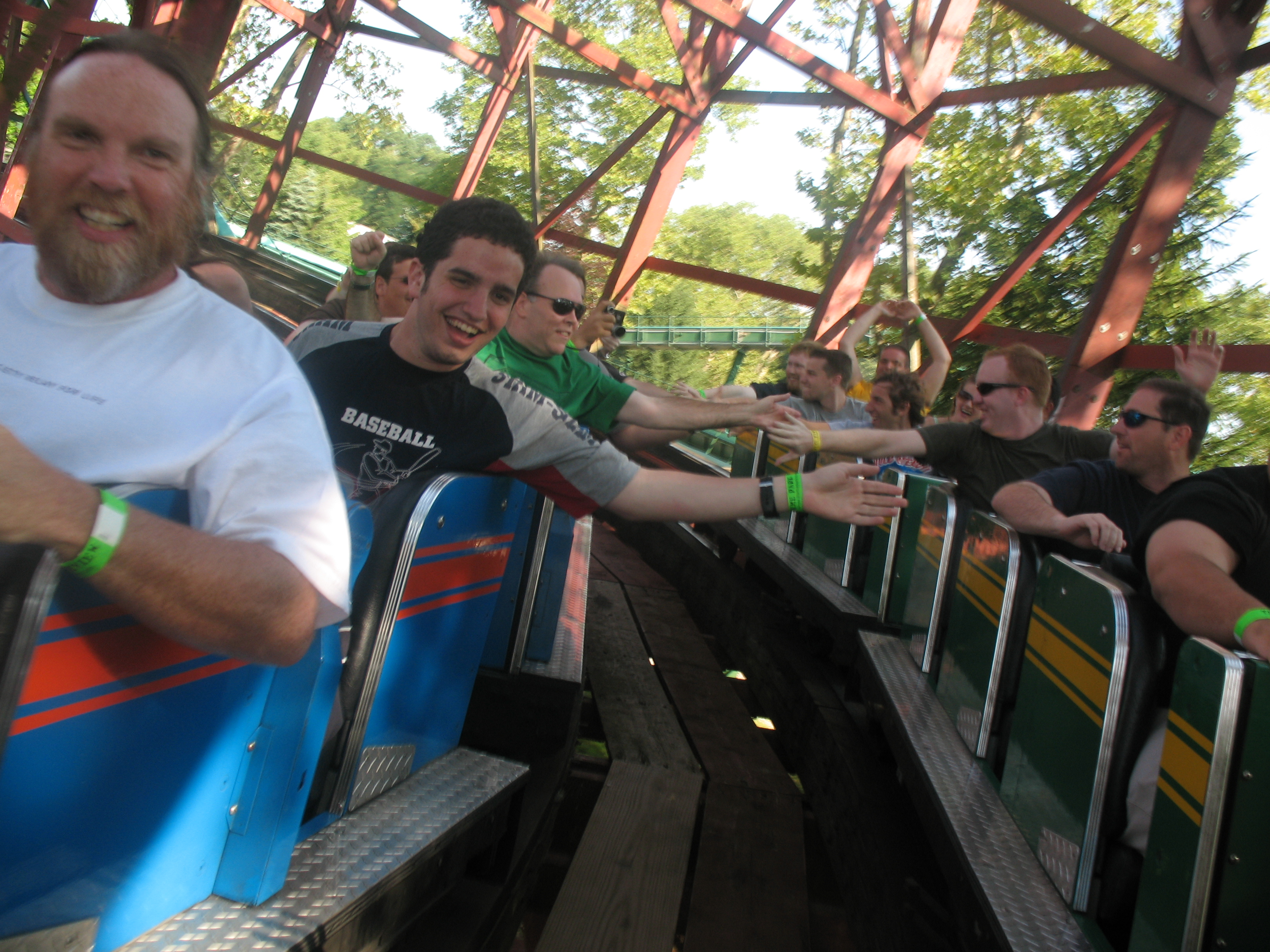
Les trains sont si proches que les passagers peuvent se joindre par les mains.

## Statistiques
Racer sont des montagnes russes à anneau de Möbius, c'est-à-dire avec une seule voie, ainsi quand un train a fait le tour en partant de la gare de droite, il revient par celle de gauche et inversement. La longueur de la voie est de 1 350 mètres (4 500 pieds).